# Colecistokinină
Colecistokinina (CCK sau CCK-PZ, sau pancreozimina) este un hormon peptidic al sistemului gastro-intestinal responsabil de stimularea digestiei grăsimilor și proteinelor. Colecistokinina este sintetizată de celulele I ale epiteliului mucoasei intestinului subțire și secretată în sangele peretului duodenal. Aceasta stimulează secreția de enzime pancreatice și bilă. CCK acționează și ca un supresor al foamei.

## Rol
CCK mediază o serie de procese fiziologice, inclusiv digestia și sațietatea. Acesta detectează prezența grăsimilor în chimul intestinal (secreția sa la nivelul mucoasei intestinale fiind stimulată de prezența grăsimilor sau proteinelor), micșorând motilitatea (golirea) stomacului, precum și secreția de acid clorhidric la nivelul glandelor gastrice, pentru ca intestinul subțire să poată digera eficient grăsimile.
Pancreozimina stimulează celulele acinare pancreatice să secrete un suc bogat în enzime digestive pancreatice. Împreună, aceste enzime catalizează digestia grăsimilor, proteinelor și a glucidelor. Sinteza și eliberarea de CCK este inhibată de somatostatină.
CCK determină creșterea sintezei de bilă, stimulează contracția vezicii biliare și relaxarea sfincterului Oddi, rezultând în eliberarea bilei în duoden. Sărurile biliare formează micelii, emulsionând grăsimile și participând astfel la digestie și absorbție.
Ca neuropeptid, CCK mediază sațietatea, acționând asupra receptorilor CCK distribuiți în sistemul nervos central. La om, a fost sugerat că administrarea CCK provoacă stări de greață și anxietate, și induce un efect de sațietate. CCK-4 este de obicei folosit pentru a induce anxietate la om. CCK stimulează nervul vag.